# ヤス (ニューサウスウェールズ州)
ヤス（Yass）は、オーストラリアのニューサウスウェールズ州にある町。人口は6,505人（2016年）。首都キャンベラに近い。
ヤスは小さな町だが、シドニーとメルボルンを結ぶヒューム・ハイウェイが通る交通の要衝である。鉄道のヤスジャンクション駅は特急列車XPTも停車する主要駅である。

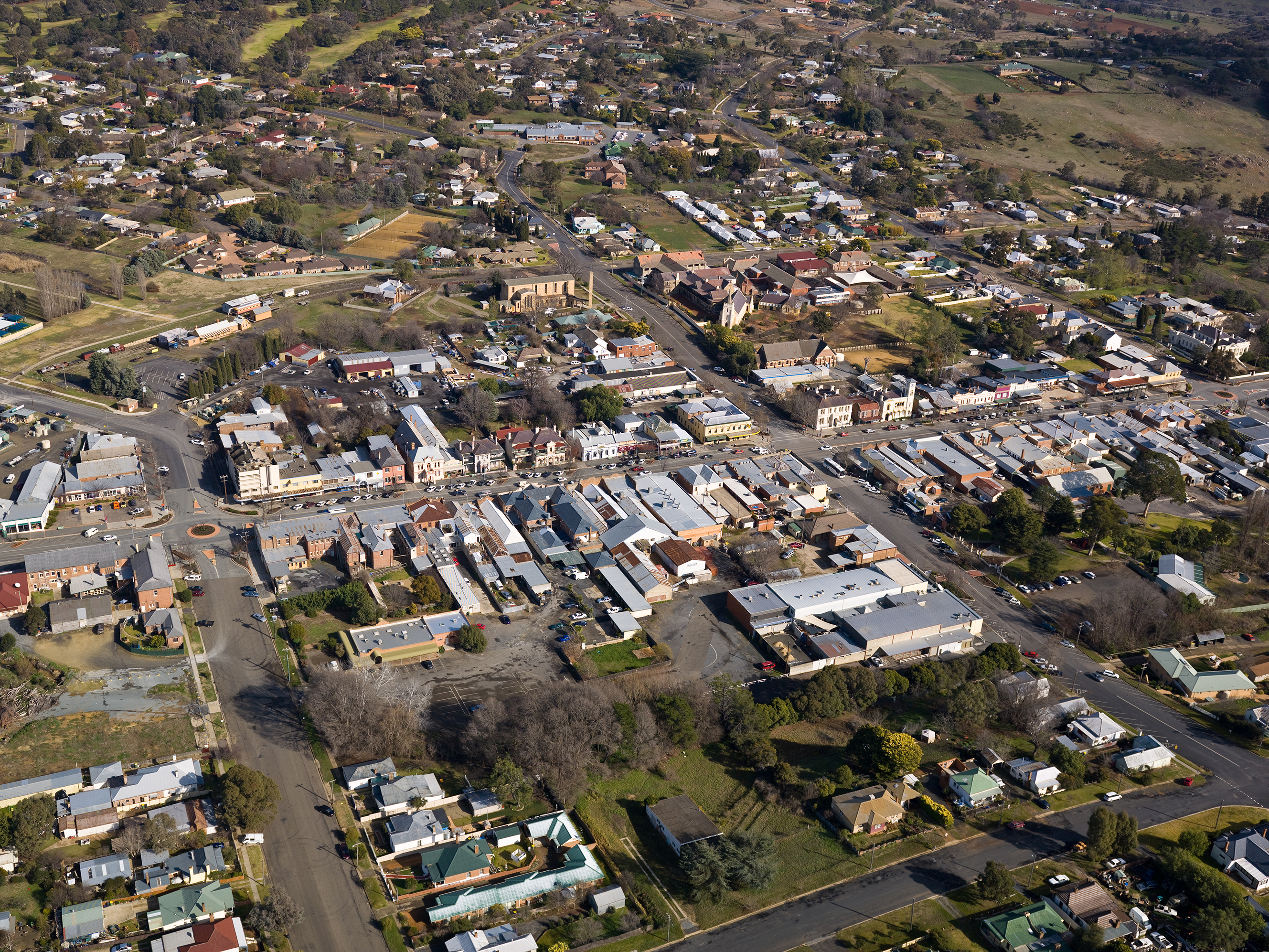
上空から